# Auchmophanes nothusalis
Auchmophanes nothusalis là một loài bướm đêm trong họ Erebidae.